# Urysohns lemma
Urysohns lemma är en sats inom topologin som används för att konstruera kontinuerliga funktioner från normala topologiska rum. Lemmat används ofta specifikt för metriska rum och kompakta Hausdorffrum, som är exempel på normala topologiska rum. Lemmat generaliseras av Tietzes utvidgningssats.
Lemmat är uppkallat efter Pavel Samuilovich Urysohn.

## Formulering
Låt {\displaystyle E,F} vara disjunkta slutna mängder i ett normalt topologiskt rum X. Då finns en kontinuerlig funktion
{\displaystyle f:X\to [0,1]}
sådan att {\displaystyle f(x)=0} för alla x i E och {\displaystyle f(y)=1} för alla y i F.
Funktionen f kallas ofta Urysohnfunktionen.